# Consiliul European pentru Cercetare
Consiliul European pentru Cercetare (ERC) este un organism public de finanțare în Uniunea Europeană. Înființat de Comisia Europeană în 2007, ERC este compus dintr-un Consiliu Științific și agenția executivă responsabilă de implementare. Cinci beneficiari ai granturilor ERC au câștigat Premiul Nobel.
Singurul criteriu de acordare a finanțării este excelența evaluată de experți independenți (peer-review) indiferent de considerente politice, geografice sau economice. Competițiile ERC sunt deschise și cercetătorilor din afara Uniunii Europene, atât timp cât se angajează să lucreze cel puțin jumătate din timp într-o instituție din Europa.

## Tipuri de granturi
| Nume                 | Cerințe                                           | Finanțare maximă                                        | Scop                                                                                     |
| -------------------- | ------------------------------------------------- | ------------------------------------------------------- | ---------------------------------------------------------------------------------------- |
| Grant de început     | Doctorat + 2-7 ani experiență                     | 1,5 milioane € (+0,5 mil. € pentru cheltuieli inițiale) | Pentru cercetători tineri cu potențial                                                   |
| Grant de consolidare | Doctorat + 7-12 ani experiență                    | 2 milioane € (+0,75 mil. €)                             | Pentru cercetători în faza de consolidare a echipei sau programului propriu de cercetare |
| Grant avansat        | Palmarès științific excepțional în ultimii 10 ani | 2,5 milioane € (+1 mil. €)                              | Pentru cercetătorii consacrați                                                           |
| Grant secundar       | Deținător al unui grant ERC anterior              | 150.000 €                                               | Finanțare suplimentară pentru transformarea rezultatelor cercetării în produse           |

## Conducere

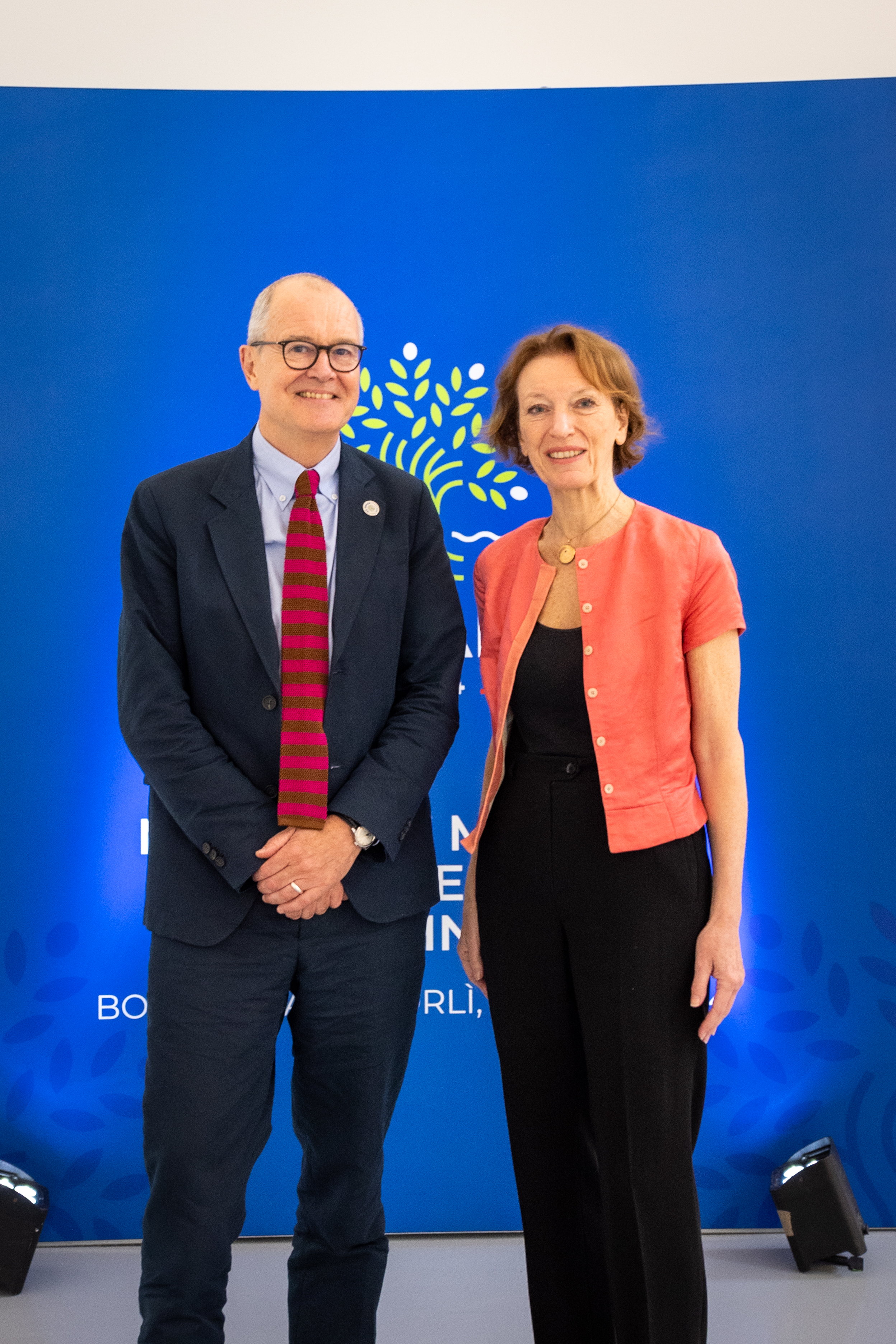
Maria Leptis și Patrick Vallance (ministrul științei în Regatul Unit)

Consiliul Științific este compus din 22 de cercetători. Președinții Consiliului Științific au fost:
- Fotis Kafatos (februarie 2007 - februarie 2010)
- Helga Nowotny (martie 2010 - ianuarie 2014)
- Jean-Pierre Bourguignon (ianuarie 2014 - ianuarie 2020)
- Mauro Ferrari (ianuarie 2020 - aprilie 2020)
- Maria Leptin (octombrie 2021 - prezent)